# Evelio Ramírez Martínez
Evelio Ramírez Martínez (La Ceja, Antioquia, 6 de febrero de 1926-Medellín, 29 de enero de 2014) fue un político e ingeniero colombiano, alcalde de Medellín entre 1964 y 1966.

## Biografía
Evelio Ramírez Martínez estudió ingeniería civil de la Facultad de Minas de la Universidad Nacional de Colombia de Medellín y en el ámbito académico se desempeñó como profesor del mismo claustro. Además, fue decano de las facultades de economía, estadística, e ingeniería civil en la Universidad de Medellín y docente de economía en la facultad de derecho de la Universidad de Antioquia. También dictó clases en la escuela de administración, finanzas y tecnología en la Universidad EAFIT.
Evelio Ramírez era escritor de libros y artículos y durante muchos años colaboró para el periódico El Colombiano. A su larga lista de actividades académicas se suma que era traductor y miembro de la Academia Antioqueña de Historia y de la Sociedad de Amigos del País. 
Fue secretario de obras públicas de Medellín, diputado, concejal y alcalde de la capital antioqueña a mediados de los 1970. También fue embajador en Bulgaria y representante a la Cámara entre 1994 y 1997.
Falleció el 29 de enero de 2014 a los 87 años en Medellín a causa de una enfermedad renal.